# Hyloniscus elisabethae
Hyloniscus elisabethae is een pissebed uit de familie Trichoniscidae. De wetenschappelijke naam van de soort is voor het eerst geldig gepubliceerd in 1977 door Radu.